# 小川矩良
小川 矩良（おがわ のりよし、1947年8月12日 - ）は、日本の実業家。ホテルオークラ東京代表取締役社長総支配人や、同社代表取締役会長、日本ホテル協会会長等を歴任した。

## 人物・経歴
1970年武蔵工業大学工学部卒業。1973年大成観光（現ホテルオークラ）入社。オークラガーデンホテル上海副総経理、フォレスト・イン昭和館総支配人、オークラアクトシティホテル浜松総支配人、ホテルオークラ東京ベイ取締役総支配人、ホテルオークラ東京ベイ常務取締役総支配人等を経て、2004年ホテルオークラ東京代表取締役社長総支配人。2009年ホテルオークラ東京代表取締役会長。2010年鹿島東京開発ホテル事業部長総支配人、日本ホテル協会会長。2012年ホテルオークラ代表取締役。2014年からホテルオークラ神戸代表取締役社長総支配人を務め、訪日外国人旅行の集客や、客室の全面改装を進めた。2017年ホテルオークラ神戸取締役会長。